# René Lasserre (universitaire)
Pour les articles homonymes, voir René Lasserre et Lasserre.
René Lasserre est un universitaire français né le 23 décembre 1946 à Montreuillon dans la Nièvre. Spécialiste de l'Allemagne contemporaine, il a été président de l'université de Cergy-Pontoise de 1999 à 2004.

## Formation
Il obtient[Où ?] une maîtrise en allemand en 1970, puis un doctorat à l'université Paris 3 en études allemandes modernes et contemporaines en 1979 et un doctorat d'état dans la même université en 1994. Il est par ailleurs diplômé de l'Institut d'études politiques de Paris en 1971.

## Fonctions universitaires

### Enseignements
Il est d'abord nommé assistant à l'Université Sorbonne Nouvelle - Paris 3 de 1975 à 1981, puis maître de conférences dans cette même université de 1981 à 1994. Dans le même temps, il est chargé d'enseignement à l'Institut d'études politiques de Paris de 1974 à 1995. Il est aussi nommé professeur d'études allemandes contemporaines à l'université de Cergy-Pontoise en 1994

### Fonctions administratives
Il devient vice-président l'université de Cergy-Pontoise de 1996 à 1999 puis président de ce même établissement de 1999 à 2004. Il est aussi directeur du Centre d'information et de recherche sur l'Allemagne contemporaine

## Publications
- La France contemporaine: guide bibliographique et thématique, Deutsch-Französisches Institut (Ludwigsburg, Germany), Niemeyer, 1978.